# Thalassarche
Thalassarche là một chi chim trong họ Diomedeidae.

## Các loài
- Thalassarche bulleri
- Thalassarche carteri
- Thalassarche cauta
- Thalassarche chlororhynchos
- Thalassarche chrysostoma
- Thalassarche eremita
- Thalassarche impavida
- Thalassarche melanophris
- Thalassarche salvini